# Spółgłoska półotwarta dziąsłowa dźwięczna
Spółgłoska półotwarta dziąsłowa – rodzaj dźwięku spółgłoskowego. W systemie IPA oznaczana jest symbolem [ɹ], a w X-SAMPA - [r\].

## Artykulacja
- powietrze jest wydychane z płuc – jest to spółgłoska płucna egresywna
- podniebienie miękkie i języczek blokują wejście do nosa - jest to spółgłoska ustna.
- czubek języka zbliża się dziąseł – jest to spółgłoska dziąsłowa
- odległość między językiem a dziąsłami nie jest na tyle mała, by wywołać turbulentny przepływ powietrza – jest to spółgłoska półotwarta.
- powietrze przepływa nad środkową częścią języka – jest to spółgłoska środkowa
- więzadła głosowe drżą – jest to spółgłoska dźwięczna.

## Przykłady
- w języku angielskim (RP): right [ɹaɪt] 'prawy, poprawny'
- w języku ormiańskim: սուրչ [suɹtʃ] "kawa"
- w języku czukockim: ңирэк [ŋiɹek] "dwa"
- w niektórych językach dźwięk ten jest alofonem spółgłoski [r]:
  - w niderlandzkim: door [doːɹ] 'przez'
  - w szwedzkim: starkast [ˈs̪t̪äɹːkäs̪t̪] 'najsilniejszy'